# Saison 1 de Gomorra
Chronologie
Saison 2
Cet article présente les douze épisodes de la première saison de la série télévisée italienne Gomorra.

## Généralités
- En Italie, la série est diffusée depuis le 6 mai 2014 sur Sky Atlantic (it). Elle est également diffusée en clair sur La Rai 3 depuis le 10 janvier 2015.
- En France, et en Suisse la série est diffusée sur Canal+ depuis le 19 janvier 2015.

## Synopsis
À Naples, la famille Savastano dirige depuis maintenant 30 ans, La Camorra. alors qu'ils sont les maîtres incontestables et respectées de tous, Salvatore Conte, auparavant membre du clan Savastano, a fait depuis quelques années sécession, pour ne plus être sous les ordres de Don Pietro.
Don Pietro Savastano, vieillissant, va prochainement passer le relais à son fils, Gennaro Savastano. Mais "Genny" est encore trop immature pour diriger seul. Don Pietro demande alors à l’un de ses hommes de main, fidèle et fiable, Ciro, d’initier son fils au rôle de mafioso, afin d’en faire un "homme".
Bientôt, "Genny" sera à la tête du clan Savastano. S’en suivra un conflit générationnel entre les jeunes, amis de "Genny", et les anciens, dont fait partie Ciro, mettant en péril la survie du clan.

## Distribution
- Fortunato Cerlino (VF: Franck Dacquin): Don Pietro Savastano
- Marco D'Amore (VF: Olivier Bony) : Ciro Di Marzio
- Maria Pia Calzone (VF: Manuela Servains) : Donna Imma Savastano
- Mark Palvetti (VF: Simon Duprez) : Salvatore Conte
- Salvatore Esposito (VF: Thierry Janssen) : Gennaro Savastano

## Épisodes

### Épisode 1:Le Clan des Savastano
- Italie : 6 mai 2014 sur Sky Atlantic (it)
- France et  Suisse : 19 janvier 2015 sur Canal+

### Épisode 2:Question de confiance
- Italie : 6 mai 2014 sur Sky Atlantic (it)
- France et  Suisse : 19 janvier 2015 sur Canal+

### Épisode 3:L'homme de la maison
- Italie : 13 mai 2014 sur Sky Atlantic (it)
- France et  Suisse : 26 janvier 2015 sur Canal+

### Épisode 4:Sang africain
- Italie : 13 mai 2014 sur Sky Atlantic (it)
- France et  Suisse: 26 janvier 2015 sur Canal+

Des dealers africains doivent reverser 50 % de leur chiffre d'affaires au clan Savastano. Mais ils souhaitent revoir ce pourcentage à la baisse. L'un d'entre eux, un ancien militaire, se fait volontairement emprisonner afin de négocier directement avec Don Pietro. Cependant, Don Pietro reste hermétique à toutes formes de négociation, et multiplie les provocations racistes. La situation se fige et ouvre la porte à des représailles de la part des deux camps, dont les membres s'agressent tour à tour à l'aide d'armes artisanales.
Don Pietro, qui doit agir depuis la prison pour reprendre la main à l'extérieur, finit par faire mine d'accepter une baisse de tarif avec l'émissaire africain emprisonné avec lui, en échange de son aide pour monter une insurrection carcérale afin de mettre la pression sur l'inflexible directeur de la prison. La manœuvre aboutit, et Don Pietro obtient la réintégration d'un maton qui lui permet de reprendre les communications avec l'extérieur.

### Épisode 5:Le Rugissement de la lionne
- Italie : 20 mai 2014 sur Sky Atlantic (it)
- France et  Suisse : 2 février 2015 sur Canal+

### Épisode 6:Roulette espagnole
- Italie : 20 mai 2014 sur Sky Atlantic (it)
- France et  Suisse : 2 février 2015 sur Canal+

### Épisode 7:Seule contre tous
- Italie : 27 mai 2014 sur Sky Atlantic (it)
- France et  Suisse: 9 février 2015 sur Canal+

D'Espagne arrivent les premiers stocks de drogue. Imma est le nouveau chef du clan Savastano. Elle ordonne l'ouverture d'une nouvelle place pour le trafic de drogues et de faire une rude concurrence de prix à toutes les autres familles de la Camorra. Celles-ci réagissent avec des explosions.
Ciro reçoit l'ordre de gérer toutes les opérations liées à la vente de drogues dans la nouvelle place, acceptant à contrecœur et avec beaucoup de ressentiment.
Après deux semaines d'attente, personne n'a entendu de nouvelles de Genny, qui est encore au Honduras. Un associé des Savastano raconte à Imma qu'un cadavre a été retrouvé coupé en morceaux dans la région où est censée être Genny. Donna Imma n'est pas perturbée par cette rumeur, et convoque un sommet avec les chefs de familles rivales pour stopper les représailles. Imma informe les autres patrons que le clan Savastano possède l'importation exclusive de la drogue et qu'il est le seul à être en mesure de vendre une marchandise de qualité à bas prix. Elle propose de fournir les autres familles, qui devront se soumettre à ses conditions. Entre-temps, une descente de police démantèle le nouveau lieu de vente de drogue du clan Savastano.

### Épisode 8:Élections
- Italie : 27 mai 2014 sur Sky Atlantic (it)
- France et  Suisse : 9 février 2015 sur Canal+

Le Honduras a transformé Genny en un homme fier et violent.
Gennaro est déterminé à prouver aux anciens du Clan qui est maintenant le nouveau patron. Il les convoque pour une réunion dans un restaurant. Lorsque la réunion est terminée, Genny tue le serveur, un ancien camarade d'école, pour une plaisanterie malheureuse. Le jeune homme récolte comme seul résultat du scepticisme et la désapprobation.
Ciro veut assumer un rôle plus important dans la gestion du Clan et essaie de gagner la confiance de Genny. Le jeune boss finit par détruire les ambitions de Ciro, en l'informant qu'il n'y a pas de place pour lui au sommet du Clan.
Genny se dispute avec sa mère et avoue qu'il a été contraint de couper en morceaux un homme avec une machette parce qu'il se plaignait trop durant son périple en Amérique latine. Cet épisode a fait de lui un criminel violent, avec des volontés de toute-puissance. À la fin de la discussion, Imma félicite son fils, car pour elle, il est devenu un homme.
Genny prend le commandement du Clan et commence à s'affirmer grâce au contrôle de la politique. La ville de Giugliano est considérée comme très stratégique pour l'entreprise du Clan et Genny veut à tout prix prendre le pouvoir. Michele est un conseiller municipal de Giugliano, au caractère faible et maniable et est aussi un ami de Genny. Grâce à une série de fraudes électorales et de menaces de mort, Michele devient le nouveau maire de Giugliano et évince son prédécesseur, un ami proche de Don Pietro. Genny a en outre fait pression sur son docteur, un conseiller municipal de la majorité, dont la fille Jessica devient la petite amie de Genny. Voulant éviter les ennuis, le docteur ne s'est pas re-présenté aux élections. Après la victoire de son candidat, Genny appelle le docteur pour lui indiquer qu'il quitte sa fille et lui narre leur dernier ébat pour le narguer, sans qu'on sache précisément ce qu'il est advenu de Jessica.
Ciro médite sa vengeance contre Savastano et commence à semer le doute et l'incertitude parmi les membres dirigeants du Clan pour les retourner contre Genny.

### Épisode 9:Erreur de jeunesse
- Italie : 3 juin 2014 sur Sky Atlantic (it)
- France et  Suisse : 16 février 2015 sur Canal+

Genny ordonne au nouveau maire de Giugliano de réaliser un projet de construction sur lequel le clan Savastano peut exercer une forte spéculation. Le projet implique également Tonino Russo, un entrepreneur et homme de confiance du patron peu scrupuleux Salvatore Conte. Le projet de construction est à l'arrêt à cause des Frères Romano, qui refusent de donner leur autorisation, étant situés dans le territoire où le projet sera réalisé. Genny ordonne à Ciro de résoudre le problème des Frères Romano.
Ciro convoque Daniele pour le promouvoir dans l'organisation criminelle. Ciro et un autre membre du Clan tuent les Frères Romano au sein de leur garage avec l'aide de Daniele. Ce dernier leur livre les armes qui sont utilisées pour tuer les propriétaires et les employés du garage automobile. Daniele assiste pour la première fois à une exécution mafieuse.
La trahison de Ciro commence à prendre forme sur deux fronts : affaiblir l'autorité de Genny en déclenchant une querelle interne dans le Clan et profiter d'une nouvelle guerre entre bandes criminelles.
Daniele est chargé de commettre son premier meurtre, en échange de l'avance d'une grosse somme d'argent et d'une moto. Ciro lui demande de tuer Tonino Russo en lui fournissant de fausses informations.
Daniele s'est fiancé avec Manu, une jeune fille de 16 ans comme lui. Avec l'argent qu'il a reçu de Ciro, il achète à sa fiancée une bague de fiançailles ornée d'une couronne de diamants. Le lendemain soir, Daniele tue Tonino Russo et décide de passer la soirée dans un bar avec Manu. Il désobéit à l'ordre de Ciro qui lui avait demandé de rentrer directement chez lui. Dans le bar, la télévision est allumée et Daniele apprend que Tonino Russo était en fait un homme de premier plan du clan de Salvatore Conte. Daniele panique, appelle Ciro et lui indique qu'il est dans un bar avec Manu. Ciro le rassure et l'invite à rentrer chez lui pour obtenir le reste de la récompense. Daniele laisse Manu seule au bar et rentre chez lui.
Lorsqu'il arrive à l'immeuble où il vit, il surprend deux hommes envoyés par Ciro en train de parler de comment ils doivent régler la question dans laquelle il est impliqué. Craignant pour sa vie, Daniele s'échappe et obtient l'aide de Bruno, un ami de confiance, qui lui offre un endroit éloigné et à l'abri pour la nuit, dans une cabane sur un terrain vague de sa grand-mère. Son ami doit ramener Manu en sécurité.
Ciro tente de joindre Daniele à plusieurs reprises et décide finalement d'aller au bar où il rencontre Manu, dont Daniele lui avait montré le portrait sur son téléphone pour fanfaronner. Manu aborde Ciro, pensant qu'il est Bruno, l'ami de Daniele, ce que Ciro confirme. Il fait monter la jeune fille à bord de sa voiture, la kidnappe et torture la fiancée de Daniele, la frappant au visage et lui arrachant une boucle d'oreille, afin de lui extorquer une confession sur le repaire actuel de Daniele. Manu, ignorant où son fiancé se cache, ne peut rien lui dire et finit par lui cracher au visage, ce qui augmente encore la violence de la séance de torture, Ciro lui brisant les tibias à la barre à mine.
Le lendemain matin, Daniele se déplace pour trouver une nouvelle cachette et s'arrête dans un restaurant pour manger. En regardant la télévision, il apprend que le corps d'une jeune femme inconnue a été retrouvé carbonisé dans une voiture. Le journaliste suggère que le seul indice dans les mains des enquêteurs est une bague avec une couronne de diamants que la victime portait. Daniele comprend que Manu a été tuée en représailles contre lui.
Daniele, désespéré, appelle son frère aîné qui raccroche rapidement, pensant à un problème peu important, et ne voulant pas perturber davantage son patron en train de prier. On voit que le frère aîné de Daniele est Massimo, le chauffeur personnel de Salvatore Conte. Ce dernier veut maintenant retourner à Naples pour punir le meurtrier de Tonino Russo.

### Épisode 10:Règlement de Conte
- Italie : 3 juin 2014 sur Sky Atlantic (it)
- France et  Suisse : 16 février 2015 sur Canal+

Massimo accompagne Conte à son hôtel et lui demande de venir le réveiller le lendemain matin à 5 h avec un café. Avant de se coucher, une longue scène montre une séance d'exercice physique de Conte, qui met en relief sa détermination et son auto-discipline. Massimo trouve le temps de discuter avec son frère par téléphone, qui lui explique comment il a été manipulé.
Massimo décide de tuer Conte pour éviter des représailles contre son frère. Au petit matin, il se rend dans la suite hôtelière de son patron pour l'assassiner. Il se saisit de la barre de gymnastique de voyage de Conte et s'apprête à le frapper dans son sommeil, mais ce dernier pare le coup et prend le dessus sur Massimo. Il convainc son subalterne de le mettre en contact avec Daniele, promettant même d'exfiltrer la famille en Espagne.

### Épisode 11:Tueurs nés
- Italie : 10 juin 2014 sur Sky Atlantic (it)
- France et  Suisse : 23 février 2015 sur Canal+

La situation s'envenime à l'intérieur du Clan Savastano entre les Anciens et les jeunes qui leur manquent de respect.
Zecchinetta est tué à son domicile pour avoir contredit Gennaro dans la stratégie à adopter pour le Clan. Les anciens évoquent un rapprochement avec Conte. Ciro s'oppose à rejoindre Conte. Une scène montre également une altercation entre un Ancien et des jeunes, dans laquelle Tony Spiderman se dresse contre son oncle et va jusqu'à le menacer de son pistolet, avant que sa tante ne descende désamorcer la situation.
Gennaro est perturbé par ces événements et décide d'aller rendre visite à son père pour lui demander conseil. Il trouve à la prison un homme désormais barbu et complètement usé qui ne lui répond pas. À son retour, Gennaro raconte à sa mère ce qu'il a vu. Donna Imma lui conseille de ne pas parler de l'état de santé inquiétant de son père à ses amis pour ne pas perdre en crédibilité.
La réticence des anciens devant les décisions de Gennaro n'est pas appréciée des jeunes, qui s'en prennent à certains anciens en scellant le portail d'un membre, en brûlant du linge et en tirant contre la façade d'un autre. Au matin, Donna Imma reprochera à Genna le fait que sa jeune garde a "fait trembler Naples cette nuit". En représailles à la mort de Zecchinetta, les anciens tuent Tony Spiderman. C'est l'oncle de ce dernier qui l'abat d'une rafale de pistolet-mitrailleur depuis l'arrière d'un scooter, alors qu'il avait élevé le jeune homme depuis l'enfance.
À la demande de sa mère, Gennaro provoque une réunion extraordinaire, où il reconnait en partie ses erreurs. Il demande que le Clan se réunisse.
Donna Imma est interpellée par la mère de Manuella, la petite amie assassinée de Daniele. Elle lui fait écouter le message qu'avait laissé Manu à Bruno, l'ami de Daniele censé protéger Manu, et dans lequel on entend distinctement Ciro faire  monter la jeune femme en voiture puis tenter de lui extorquer des informations sur le lieu où se cachait Daniele. Donna Imma comprend alors que Ciro est derrière tout cela et décide de prendre contact avec lui. Lors de leur entretien, Donna Imma propose à Ciro de ne rien révéler à Gennaro en échange de quoi il doit simuler une alliance avec Conte dans le but de produire un guet-apens.

### Épisode 12:Les Immortels
- Italie : 10 juin 2014 sur Sky Atlantic (it)
- France et  Suisse : 23 février 2015 sur Canal+

En faisant son deuil, Gennaro découvre une seconde copie de l'enregistrement et comprend l'implication de Ciro dans la mort de Tonino Russo. Lors de l'enterrement de Donna Imma, les familles des Anciens du Clan adressent successivement leurs condoléances à Gennaro. Les Anciens remarquent l'absence des jeunes du Clan, ce qui leur fait supposer un éventuel traquenard. Ciro quitte les lieux avant que sa femme puisse adresser ses condoléances à Gennaro. 
Gennaro décide alors de supprimer Ciro. Les jeunes du Clan arrivent en scooter au domicile de Ciro, qui réussit à partir de justesse par les toits de son immeuble avec sa femme et sa fille. Gennaro se retranche dans un immeuble avec ses hommes et met alors la tête de Ciro à 150.000 euros.
Dans un incident banal, un chien est tué. Gennaro rentre alors en contact avec un jeune habitant des lieux, Diego. Il lui offre une console de jeu pour réparer l'erreur de ses hommes.
Ciro rencontre ensuite Conte qui s'apprête à lui trancher la tête. Un accord est finalement trouvé entre les deux hommes pour se débarrasser de Gennaro. Pour tenter de prendre le dessus, les jeunes descendent deux Anciens du Clan à leur domicile.
Un père de famille, intéressé par la prime offerte pour la tête de Ciro, révèle aux jeunes du Clan que la fille de Ciro participera à un concert.
Pendant que Gennaro négocie la venue de Diego, les jeunes partent armés jusqu'au dent pour le concert. Ils se font prendre au piège par les hommes de Conte dans un tunnel.
Lors du concert, Ciro reçoit un appel précisant que Gennaro ne faisait pas partie du convoi. Ciro souhaite alors s'en aller avec sa femme et sa fille. Pendant ce temps, Gennaro arrive sur les lieux et se sert de la présence de Diego pour justifier un retard. Arme à la main, il arrive par l'avant de la salle de concert et se retrouve face à la femme de Ciro et sa fille, qui étaient sur le point de s'en aller. Ciro, alors au fond de la salle, n'hésite pas à tirer sur Gennaro, malgré la foule paniquée. Ciro quitte ensuite les lieux mais sa femme et sa fille partent dans une autre direction.